# Rock the House (chanson)
Pour les articles homonymes, voir Rock the House.
Pour l'album de DJ Jazzy Jeff and the Fresh Prince, voir Rock the House (DJ Jazzy Jeff and the Fresh Prince).
Singles de Gorillaz
19-2000
(2001) Tomorrow Comes Today
(2001)
Pistes de Gorillaz
Double Bass 19-2000
Rock the House est le troisième single du groupe anglais Gorillaz extrait de l'album Gorillaz. Sorti le 22 octobre 2001, il a culminé à la position 18e position dans les charts britanniques.

## Caractéristiques
La chanson est l'une des plus axées rap des chansons de l'album, avec Clint Eastwood. Comme cette dernière, les parties rappées de Rock The House sont chantées par Del the Funky Homosapien. On retrouve une partie de la chanson Modesty Blaise, du musicien de jazz britannique John Dankworth, dans la mélodie, et les paroles « How many people ready to rock the house? » (« combien de personnes sont-elles prêtes à faire bouger la baraque ? ») sur le refrain provenant également de la chanson Modesty Blaise. On note également que c'est la seule chanson de Gorillaz où Del the Funky Homosapien chante seul et où Noodle ne tient aucun rôle, aussi bien en tant que guitariste qu'en tant que chanteuse.
Dans le radio edit (single radio) de ce morceau, les paroles « Shake your ass-crack » ont été censurées, couvertes par un second riff de trompette.

## Clip vidéo
Le clip de Rock the House a été réalisé par Jamie Hewlett et Pete Candeland.
Le clip se déroule de façon subjective à une personne ou une caméra que l'on ne voit pas. On voit au début du clip la porte de Kong Studios qui se pousse. La caméra suit alors ce qui semble être un tricycle dans les couloirs de l'immeuble, ce qui est une référence au film d'horreur Shining. On voit ensuite une porte qui s'ouvre sur une pièce où Gorillaz au complet est en train de jouer. Soudain, Une figure blanche brumeuse apparaît et Russel s'évanouit. On comprend alors que le fantôme qui habite Russel s'est encore libéré, comme dans le clip de Clint Eastwood. Le fantôme, joué par Del the Funky Homosapien est équipé d'un casque. Il sort alors des balles de billard qu'il lance sur les membres du groupe. 2-D les esquives en dansant mais s'en prend une dans la mâchoire et s'évanouit. Murdoc commence alors à frapper dans les balles avec sa basse. Il réussit une douzaine de fois jusqu'à ce qu'une balle ricoche sur le mur capitonné et frappe ses fesses. La balle ricoche encore et touche Russel dans la tête, ce qui le réveille et fait disparaître le fantôme.

## Liste des titres
- CD single

1. Rock the House
2. The Sounder
3. Faust
4. Rock the House (clip vidéo)

- CD Single

1. Rock the House
2. Ghost Train
3. 19-2000
4. 19-2000 (clip vidéo en haute qualité)

- Cassette

1. Rock the House
2. The Sounder
3. Ghost Train

On retrouve The Sounder, Faust, Ghost Train et le single radio de Rock the House sur la compilation G-Sides.